# Đại hội Đảng Nhân dân Cách mạng Lào lần thứ II
Đại hội Đảng Nhân dân Cách mạng Lào khóa II (tiếng Lào: ກອງປະຊຸມໃຫຍ່ ຄັ້ງທີ II ຂອງພັກປະຊາຊົນປະຕິວັດລາວ) được tổ chức từ ngày 3 đến ngày 6 tháng 2 năm 1972 tại tỉnh Hủa Phăn. Đại hội có 125 đại biểu tham dự đại diện cho hơn 21,000 đảng viên toàn quốc.

## Bối cảnh
Đầu những năm 1970, Hội nghị toàn quốc lần thứ hai được tổ chức trên ba lĩnh vực nhằm tổng kết kết quả công tác xây dựng Đảng - cán bộ và hoàn thiện tổ chức Đảng trong những năm trước đó.
Đội ngũ đảng viên được đào tạo qua chiến đấu ngày càng phát triển về số lượng và chất lượng trong toàn nước Lào, có tổng số 14,500 đảng viên.
Trong khi đó, tổ chức cơ sở đảng đã được phát triển và mở rộng vững chắc, có tổng số 1,400 chi bộ. Cơ cấu tổ chức của Đảng được hoàn thiện ở 18 tỉnh trong cả nước, trong đó có 11 tỉnh đã tổ chức đại hội và bầu cử Ban chấp hành đảng bộ cấp tỉnh. Cấp huyện cũng được cải thiện về số lượng 5 thị xã 57 huyện tổ chức đại hội và 70% đảng bộ tổ chức đại hội.
Ngày 20/7/1971 Ban chấp hành Trung ương Đảng ra nghị quyết số 25 về công tác vận động quần chúng, chú trọng tập trung xây dựng nòng cốt toàn diện của Đảng, trong đó, Trung ương Đảng trọng tâm xây dựng bốn đơn vị nhằm củng cố các vùng giải phóng chuẩn bị cho Đại hội đại biểu toàn quốc lần thứ II của Đảng.

## Diễn biến Đại hội
Ngày 3/2/1972, Đại hội đại biểu toàn quốc lần thứ II Đảng Nhân dân Lào được tổ chức tại Pha Daeng, thôn Longkou (Long Khẩu), huyện Viêng Xay, tỉnh Hủa Phăn.
Tại đại hội, Kaysone Phomvihane đọc báo cáo chính trị, đánh giá toàn bộ quá trình từ khi thành lập Đảng và đề ra phương hướng, nhiệm vụ của Đảng trong giai đoạn mới.
Đại hội đã đề ra những nhiệm vụ cơ bản của cách mạng Lào, xác định những nhiệm vụ của cách mạng dân tộc, dân chủ nhân dân và các chính sách lớn của Đảng. Để đạt được những nhiệm vụ và chủ trương đó, đại hội cũng đề ra những nguyên tắc, đường lối trong công tác xây dựng Đảng vững mạnh, nâng cao bản lĩnh giai cấp công nhân và tinh thần chiến đấu không ngừng nghỉ của Đảng, làm cho Đảng vững mạnh và đủ sức lãnh đạo toàn dân đấu tranh giải phóng dân tộc chống Mỹ cứu nước, chuẩn bị mọi điều kiện cần thiết để tiến lên chủ nghĩa xã hội.
Nguyên tắc xây dựng đảng là đảng lấy chủ nghĩa Mác - Lê-nin, chủ nghĩa yêu nước chân chính, kết hợp với chủ nghĩa quốc tế vô sản làm cơ sở tư tưởng và làm kim chỉ nam cho mọi hoạt động. Đảng được tổ chức theo nguyên tắc tập trung dân chủ, cá nhân phục tùng tổ chức, thiểu số phục tùng đa số, cấp dưới phục tùng cấp trên, các tổ chức trong toàn Đảng phục tùng Ban Chấp hành Trung ương, đảng có kỷ luật nghiêm minh; Đảng hoạt động phù hợp với quần chúng, gắn bó mật thiết với quần chúng; Đảng lấy tự phê bình và phê bình lẫn nhau là quy luật phát triển của Đảng.
Phương hướng xây dựng là xây dựng phải phục vụ và bám sát quá trình đấu tranh của cách mạng quần chúng, xây dựng chính đảng, tư tưởng và tổ chức; việc phát triển đảng phải bảo đảm về số lượng và chất lượng, nhưng chất lượng phải trên cơ sở bảo đảm bản lĩnh giai cấp công nhân và tinh thần chiến đấu của đảng.
Lực lượng cách mạng trong Cách mạng dân chủ nhân dân là: "Công nhân, nông dân, trí thức cách mạng, tiểu tư sản, tư sản dân tộc, yêu nước và tiến bộ; Lực lượng chủ yếu là công nhân và nông dân, mối liên kết giữa công nhân với nông dân, dưới sự lãnh đạo của giai cấp công nhân là nhân tố quyết định và bảo đảm mọi thắng lợi của cách mạng".

## Kết quả
Đại hội đã thống nhất đổi tên Đảng Nhân dân Lào thành Đảng Nhân dân Cách mạng Lào. Đại hội đã thông qua cương lĩnh, điều lệ (sửa đổi) của Đảng, Đại hội tiến hành bầu Ban Chấp hành Trung ương Đảng khóa mới gồm 23 ủy viên chính thức và 6 ủy viên dự khuyết; tại Hội nghị Trung ương Đảng sau Đại hội đã bầu 7 Ủy viên Bộ Chính trị, 5 Ủy viên Ban bí thư và bầu Kaysone Phomvihane làm Tổng Bí thư Ban Chấp hành Trung ương Đảng.
Đại hội cũng quyết định đổi tên Ban chỉ đạo Trung ương Đảng thành Ban Chấp hành Trung ương Đảng; Thường vụ Ban chỉ đạo Trung ương Đảng đổi tên thành Bộ Chính trị Ban Chấp hành Trung ương Đảng; Trưởng ban chỉ đạo Trung ương Đảng được gọi là Tổng Bí thư Ban Chấp hành Trung ương Đảng, thành lập Ban Bí thư Trung ương Đảng, bầu Chủ nhiệm Ủy ban Kiểm tra Trung ương Đảng.

## Cương lĩnh chính trị
Cương lĩnh chính trị cũng chỉ ra rằng xã hội Lào hiện nay có hai mâu thuẫn cơ bản: mâu thuẫn giữa nhân dân các dân tộc như nhân dân lao động với giai cấp tư sản, phản động, địa chủ và giai cấp quý tộc. Hai mâu thuẫn này có quan hệ tác động qua lại lẫn nhau và phải đồng thời phải được giải quyết, nhất là phải tập trung giải quyết mâu thuẫn giữa các dân tộc Lào với đế quốc Mỹ xâm lược và bọn phản quốc.
Cương lĩnh chính trị đã xác định những nguyên tắc cơ bản của cách mạng Lào:"đoàn kết của nhân dân các dân tộc, đánh đổ đế quốc xâm lược, tập đoàn tư bản phản động, địa chủ và giai cấp quý tộc, hoàn thành cuộc cách mạng dân tộc dân chủ của nhân dân trong cả nước, chuẩn bị mọi điều kiện cần thiết cho con đường tiến lên xã hội chủ nghĩa trực tiếp không theo con đường tư bản chủ nghĩa và dân chủ tự do. Góp phần vào cuộc đấu tranh vì hòa bình, độc lập dân tộc, dân chủ và chủ nghĩa xã hội ở Đông Dương, Đông Nam Á và thế giới".
Cương lĩnh chính trị đã xác định các mục tiêu chính và các quan điểm chính trị cụ thể của cách mạng Lào:
- Giương cao ngọn cờ cách mạng dân tộc dân chủ, tăng cường khối đại đoàn kết toàn dân tộc, đoàn kết toàn lực lượng cách mạng, mọi lực lượng yêu nước và tiến bộ, đoàn kết bền chặt với nhân dân Việt Nam và nhân dân Campuchia;
- Đặt mục tiêu xây dựng và mở rộng lực lượng cách mạng về mọi mặt, hỗ trợ bảo vệ chiến đấu, xây dựng và mở rộng vùng giải phóng;
- Đẩy mạnh phong trào đấu tranh của nhân dân vùng địch hậu kiểm soát, đánh thắng mọi kẻ thù, đế quốc Mỹ xâm lược và bọn phản động, đưa nước Lào trở thành nước hòa bình, độc lập, dân chủ, trung lập, thống nhất và văn minh bền vững;
- Góp phần vào cuộc đấu tranh vì hòa bình, độc lập dân tộc, dân chủ và chủ nghĩa xã hội ở Đông Dương, Đông Nam Á và thế giới.

Tình hình thực tế của Lào lúc bấy giờ có hai vùng (vùng giải phóng và đồn bốt tạm chiếm của địch):
- Vùng giải phóng: Tăng cường khối đại đoàn kết toàn dân tộc, nâng cao lực lượng cách mạng về mọi mặt, kiên quyết đánh thắng mọi kẻ thù xâm lược đế quốc Mỹ, địa chủ, phản quốc;
- Vùng địch tạm kiểm soát: vận động, tổ chức nhân dân, huy động mọi lực lượng dân tộc, dân chủ, ủng hộ quá trình đấu tranh chống Đế quốc Mỹ, bọn xâm lược và bọn phản động, kêu gọi cải thiện đời sống và thực hiện các quyền tự do dân chủ của nhân dân.

## Bộ Chính trị
Danh sách ủy viên Bộ Chính trị được bầu tại Đại hội
1. Kaysone Phomvihane
2. Nouhak Phoumsavanh
3. Souphanouvong
4. Phoumi Vongvichit
5. Khamtai Siphandon
6. Phoun Sipaseut
7. Sisomphon Lovansay